# Луций Лициний Красс
Лу́ций Лици́ний Красс (лат. Lucius Licinius Crassus; родился в 140 году до н. э., Рим, Римская республика — умер 19 сентября 91 года до н. э., там же) — оратор и политический деятель Римской республики, консул 95 года до н. э., цензор 92 года до н. э. Стяжал славу благодаря своему ораторскому искусству, участвуя в ряде резонансных политических и уголовных процессов. Вначале выступал на стороне «народной партии», но не позже 106 года до н. э. перешёл на сторону сената. Прошёл все ступени политической карьеры — от квестуры около 110 года до н. э. до цензуры 92 года до н. э., причём большую часть магистратур занимал совместно со своим другом Квинтом Муцием Сцеволой Понтификом. Участвовал в принятии законов против италиков, выдававших себя за римских граждан, и против латинских учителей красноречия. В последний год жизни поддержал реформатора Марка Ливия Друза; некоторые историки предполагают, что именно Красс подготовил для Друза проект преобразований.
По мнению Марка Туллия Цицерона, труды которого стали главным источником по данной теме, Луций Лициний был лучшим оратором своей эпохи. С красноречием в азиатском стиле он сочетал глубокие познания в юриспруденции. Одним из учеников Красса был Публий Сульпиций.

## Биография

### Происхождение
Луций Лициний принадлежал к одному из знатнейших плебейских родов Рима. Лицинии были в составе самой первой коллегии народных трибунов и достигли консульства в 364 году до н. э. Правда, в промежутке между 361 и 236 годами до н. э. они ни разу не упоминаются в Капитолийских фастах. Начало следующего периода в истории рода связано с жившим предположительно во время Первой Пунической войны Публием Лицинием, старший из сыновей которого получил прозвище Crassus (Толстый), ставшее когноменом для его потомков.
Фасты называют преномены отца и деда Луция Лициния Красса — Луций и Гай соответственно. О Луции-старшем ничего не известно, а Гай — это предположительно консул 168 года до н. э. и племянник первого Красса-консула, Публия Лициния Красса Дива, коллеги Сципиона Африканского в 205 году до н. э. Согласно этой генеалогии современник Луция Лициния Публий Лициний Красс (консул 97 года до н. э.) приходился ему троюродным братом.

### Ранние годы
Согласно Цицерону, Луций Лициний родился в консульство Гая Лелия Мудрого и Квинта Сервилия Цепиона и тремя годами позже, чем Марк Антоний Оратор, то есть в 140 году до н. э. Известно, что его учителем был Луций Целий Антипатр — первый ритор среди римских историков и друг Гая Лелия Мудрого, в дальнейшем ставший другом и взрослому Крассу.
В юношеские годы Луций Лициний активно развивал своё красноречие, занимаясь для этого как переводами с греческого, так и пересказом латинских текстов — в первую очередь стихов Квинта Энния и речей Гая Семпрония Гракха. При этом антиковед Н. Хепке считает, что выступления Гракха Красс, скорее всего, не слышал, хотя ему было во время трибуната Гая Семпрония 17-19 лет и он должен был в эти годы посещать Форум). Кроме того, Луций Лициний активно изучал гражданское право. Во многом интерес Красса к этой отрасли знания был связан с его дружбой с Квинтом Муцием Сцеволой Понтификом, который стал юристом в соответствии с семейной традицией.
В 119 году до н. э. Красс выступил с обвинением против консуляра Гая Папирия Карбона, «человека знатного и красноречивого». Суть обвинения неизвестна, но Луций Лициний в своей речи припомнил Карбону его попытку в 131 году до н. э. узаконить переизбрание народных трибунов на несколько лет подряд и слухи о причастности Карбона к гибели Публия Корнелия Сципиона Эмилиана. Кроме того, Красс обличил Карбона как ренегата, поскольку Гай Папирий сначала принадлежал к гракханской «партии», а потом поддержал Луция Опимия. В результате Карбон был вынужден покончить с собой, а Луций Лициний «снискал своему дарованию не только признание, но и восхищение». Правда, позже Красс сожалел, что выступил с этим обвинением: всю оставшуюся жизнь он чувствовал себя окружённым врагами, которые внимательно следили за ним и ждали малейшей ошибки, чтобы нанести ответный удар. Одним из этих врагов был сын Карбона — Гай Папирий Карбон Арвина.
Судя по этому эпизоду биографии, Луций Лициний в молодости был на стороне «народной партии». К тому времени он был женат на дочери Квинта Муция Сцеволы Авгура, которая приходилась троюродной сестрой его другу Сцеволе Понтифику, внучкой Гаю Лелию Мудрому и племянницей жене Гая Фанния; таким образом, Красс стал частью той группы римских нобилей, которая ещё десятью годами ранее составляла окружение Сципиона Эмилиана.
В 118 году до н. э. Луций Лициний выступил за организацию Нарбоннской колонии в Трансальпийской Галлии. Эта колония рассматривалась в качестве замены одного из главных проектов Гая Гракха (римского поселения на месте Карфагена), и сенат был против. Красс произнёс по этому поводу речь, которую Цицерон назвал «более зрелой, чем можно было ожидать от его возраста». Закон был подписан, а Луций Лициний стал одним из триумвиров, занимавшихся организацией новой колонии. В 114 году до н. э. Красс защищал в суде свою родственницу — весталку Лицинию, которую обвинили вместе с ещё двумя весталками в прелюбодеянии. По словам Цицерона, в этом деле Луций Лициний «был особенно красноречив»; тем не менее его подзащитную осудили на смерть.

### Началоcursus honorum
Большую часть магистратур Луций Лициний занимал совместно со своим другом Сцеволой. Первую ступень его cursus honorum — квестуру — датируют самое позднее 109 годом до н. э. Красс и Сцевола провели свой квесторский год в Азии. Имя наместника, при котором они служили, неизвестно, но антиковед Г. Самнер предполагает, что это мог быть Марк Аврелий Скавр. Этот нобиль занимал преторскую должность не позже 111 года до н. э., а его сын в 90-е годы был квестором всё в той же Азии, что может служить доказательством старых родовых связей с этой провинцией. Таким образом, Скавр мог быть пропретором Азии и начальником Красса и Сцеволы в 110 году до н. э.
Луций Лициний использовал пребывание на Востоке для продолжения своего образования: он встречался с учёными людьми, в том числе с Метродором Скепсийским, а на обратном пути из Македонии заехал в Афины. Опоздав на мистерии на два дня, Красс потребовал повторить обряд специально для него, но получил отказ, чем был очень рассержен. Эта история заставила его уехать из Афин раньше, чем он сначала планировал, но Красс всё же успел послушать «лучших учёных» города. Среди последних выделялся академик Хармад, под руководством которого Луций Лициний существенно расширил свои познания в греческой философии.
Трибунат Луция Лициния датирован точно — 107 годом до н. э. Источники сообщают, что ничего запоминающегося Красс в этот год не совершил, и «если бы в этой своей должности он не обедал у глашатая Грания и если бы об этом дважды не рассказал Луцилий, мы бы и не знали, что он был народным трибуном». Сцевола занимал ту же должность годом позже, и как раз когда Квинт Муций председательствовал в народном собрании, его друг произносил речь в защиту судебного закона Квинта Сервилия Цепиона.
В связи с событиями 106 года до н. э. в историографии констатируют переход Красса из «народной партии» в «сенатскую». Консул Цепион предложил снова формировать судейские коллегии из сенаторов, а не из всадников, как это делалось со времён Гая Гракха; по одной гипотезе, сенаторам теперь должна была принадлежать половина всех мест в коллегиях, по другой — все места. Луций Лициний произнёс речь в поддержку этой инициативы, несмотря на её крайнюю непопулярность у всадников и плебса, и добился её принятия в качестве закона (lex Servilia de repetundis). Эта речь содержала «похвалы сенату» и много резких отзывов о всадниках. Позже профессиональный обвинитель Марк Юний Брут попытался в ходе суда над неким Гнеем Планком уличить Красса в непоследовательности, цитируя попеременно его речи о Нарбонской колонии и о законе Сервилия. Луций Лициний же постарался доказать, что в обоих случаях говорил то, что требовалось, исходя из материалов дела.
К этому же периоду могут относиться выпады Красса против Гая Меммия — народного трибуна 111 года до н. э., в течение ряда лет ведшего борьбу против сената. Цицерон упоминает речь Луция Лициния, где говорится, «будто Меммий „искусал локоть Ларга“, когда подрался с ним в Таррацине из-за подружки» (человек по имени Ларг нигде больше не упоминается). Правда, тут же выясняется, что рассказ этот, подчёркивающий вспыльчивость и развратность Меммия, является плодом вымысла. Кроме того, Красс в речи перед народным собранием (по какому поводу она была произнесена, неизвестно) высмеял самомнение экс-трибуна: «Настолько велик кажется самому себе Меммий, что, сходя на площадь, наклоняет голову, чтобы пройти под Фабиевой аркой».
Следующую ступень карьеры Луция Лициния — эдилитет — датируют 103 годом до н. э. или периодом между 105 и 103 годами до н. э. В качестве эдила Красс организовал вместе со Сцеволой великолепные игры, на которых римская публика впервые увидела львов. В 100 году до н. э., в решающий момент борьбы сената с народным трибуном Луцием Аппулеем Сатурнином, Луций Лициний в числе прочих аристократов явился на комиций, чтобы принять участие в открытом бою с «мятежниками». В дальнейшем, не позже 98 года до н. э., он был претором.

### Консульство и проконсульство
В 95 году до н. э. Луций Лициний стал консулом. Источники сообщают, что во время предвыборной кампании он стыдился в присутствии тестя обходить форум, умоляя избирателей голосовать за него — «а всё потому, что он более чтил достоинство Сцеволы, чем свою белую тогу». Тем не менее Красс одержал победу на выборах. Вместе со своим бессменным коллегой Сцеволой он принял lex Licinia Mucia de civibus redigundis — закон, по которому было проведено строжайшее расследование в отношении всех живших в Риме италиков, называвших себя римскими гражданами. Те из них, кто не смог доказать своё гражданство, были изгнаны из города. Цицерон предполагал, что подтолкнуть консулов к такому шагу могло негодование принцепса сената Марка Эмилия Скавра в связи с участием лжеграждан в работе народного собрания; в историографии выдвигалась гипотеза, что Красс и Сцевола выполняли поручение «фракции» Метеллов, боровшейся таким образом против Гая Мария. Вероятно, такое ужесточение законодательства стало одной из непосредственных причин начавшейся через четыре года Союзнической войны.
Цицерон датирует консульским годом Красса процесс Квинта Сервилия Цепиона Младшего. Этого нобиля формально обвиняли в «оскорблении величия римского народа», но фактически привлекли к суду как приверженца сенатской «партии» и врага Сатурнина. Красс, поддерживавший когда-то отца Цепиона, произнёс защитную речь и на этом процессе. По мнению Цицерона, она была «слишком длинна для похвальной речи при защите и коротка для обычной судебной»; тем не менее Цепион был оправдан.
По истечении срока консульских полномочий Луций Лициний стал проконсулом Галлии (возможно, Цизальпийской). Он уничтожил разбойников в своей провинции, и сенат «из любезности» предоставил ему триумф, но тут Красс встретил сопротивление со стороны Сцеволы. Последний «не остановился перед тем, чтобы, исходя из заботы о благе государства, а не своего коллеги, наложить запрет на решение сената» (есть вероятность того, что это происходило ещё в 95 году до н. э., во время консульства Луция Лициния и Квинта Муция). Этот эпизод показывает, что отношения между неизменными коллегами были достаточно сложными.
Когда легат Сцеволы Публий Рутилий Руф был привлечён к суду по явно сфабрикованному обвинению в злоупотреблении властью (традиционной датой процесса является 92 год до н. э.), Красс предложил ему свои услуги. Но Рутилий предпочёл защищать себя самостоятельно и был осуждён. В историографии существует гипотеза, что в действительности Луций Лициний мог стоять за обвинителями, и что его целью было отомстить Сцеволе за потерянный триумф.

### Цензура
Вершиной карьеры Красса стала цензура 92 года до н. э., совместная с Гнеем Домицием Агенобарбом. Возможно, эти два нобиля были коллегами раньше: есть денарии, на которых выбиты их имена наряду с именами ещё пяти римлян. По одной версии, эти монеты относятся ко времени цензуры; по другой, речь должна идти о специальной комиссии, работавшей где-то в промежутке между 109 и 104 годами до н. э.
Совместно цензоры издали эдикт, запрещавший преподавание искусства красноречия на латинском языке. Его текст сохранился в составе одного из сочинений Светония:

Дошло до нас, что есть люди, которые завели науку нового рода, к ним в школы собирается юношество, они приняли имя латинских риторов, и там-то молодые люди бездельничают целыми днями. Предками нашими установлено, чему детей учить и в какие школы ходить; новшества же, творимые вопреки обычаю и нраву предков, представляются неправильными и нежелательными. Поэтому считаем необходимым высказать наше мнение для тех, кто содержит школы, и для тех, кто привык посещать их, что нам это не угодно.
— Светоний. О грамматиках и риторах, 25
Формальным обоснованием этого запрета стали как «бездельничанье» молодёжи в латинских школах, так и поверхностность получаемого там образования. В историографии выдвигалось предположение о возможных политических причинах: с системой латинского образования, возможно, был связан Гай Марий, терявший в 90-е годы до н. э. своих сторонников в сенате. Есть мнение, что данная инициатива носила антидемократический характер. Но в любом случае запрет латинского образования не имел реальных последствий.
Между цензорами произошёл открытый конфликт, усиленный полным несходством их характеров. Агенобарб был человеком мрачным, суровым, грубым, а Красс — насмешливым, мягким, утончённым и немного легкомысленным. Поводом к столкновению стало излишне роскошное убранство особняка Красса на Палатине: Луций Лициний первым из римлян украсил свой дом, стоимость которого оценивали в шесть миллионов сестерциев, статуями из гиметийского мрамора. Гней Домиций перед народным собранием обвинил своего коллегу в изнеженности и расточительности, а тот применил в обороне «науку остроумия». По словам Цицерона, вложенным в уста Марка Антония в трактате «Об ораторе», «Домиций был так важен, так непреклонен, что его возражения явно было гораздо лучше развеять шуткой, чем разбить силой».
Парируя критику Агенобарба, Красс заявил, «что нечего удивляться его медной бороде, если язык у него из железа, а сердце из свинца». Гней Домиций рассказал народу о вопиющем, по его мнению, случае: у Красса была ручная мурена, незадолго до того умершая, и Луций Лициний оплакал её и приказал похоронить. Красс же на это ответил, что в самом деле не обладает стойкостью своего коллеги: ведь тот не проронил ни единой слезы, похоронив трёх своих жён. Слушавший эту перепалку Цицерон позже признал, что ни одна речь не вызывала на форуме более шумного одобрения у народа. Это было последнее выступление Красса перед широкой публикой.

### Смерть
Последний год жизни Красса (91 до н. э.) пришёлся на трибунат Марка Ливия Друза. Этот политик попытался провести целый курс реформ, предполагавший восстановление контроля сената над судами, увеличение хлебных дотаций для римской бедноты, раздачу всех государственных земель и предоставление гражданства италикам. Цицерон называет Луция Лициния одним из главных советников Друза наряду с Марком Эмилием Скавром; в историографии существует предположение, что Красс и Скавр и являются авторами плана преобразований. Луций Лициний обеспечил Друзу поддержку большинства в сенате и сам стал членом комиссии, занимавшейся распределением государственных земель.
Начинания Друза встретили активное сопротивление, возглавленное Квинтом Сервилием Цепионом и консулом Луцием Марцием Филиппом. Последний 12 сентября сделал сенсационное заявление: он сказал перед народным собранием, «что должен искать более разумного государственного совета, ибо с теперешним сенатом он не в состоянии управлять республикой». Друз на следующий день созвал сенат, и там Красс произнёс свою последнюю речь, которую Цицерон назвал «лебединой песнью». Луций Лициний «оплакал горькую участь осиротелого сената» и республики, которую консул, по его словам, хотел лишить едва ли не последней опоры. Филипп, потеряв контроль над собой, пригрозил оратору взысканием с него пени под залог (эта мера обычно применялась по отношению к сенаторам, пропускавшим заседания). Ответом на это стали знаменитые слова:

Что же, раз ты счёл залоговым имуществом права всего моего сословия и урезаешь их перед лицом римского народа, ты думаешь напугать меня этими залогами? Не имущество моё надо тебе урезать, если хочешь усмирить Красса: язык мой тебе надо для этого отрезать! Но даже будь он вырван, само дыхание моё восславит мою свободу и опровергнет твой произвол!
— Цицерон. Об ораторе, III, 4
Сенат единогласно поддержал предложенное Крассом постановление, в котором говорилось: «римский народ не должен сомневаться в том, что сенат всегда неизменно верен заботе о благе республики». Но во время выступления Луций Лициний почувствовал боль в груди, и его начало знобить. По возвращении домой у оратора началась лихорадка. Через 6 дней, 19 сентября 91 года до н. э., он умер от воспаления лёгких. Его смерть в значительной степени предопределила поражение Друза.

## Семья
Луций Лициний был женат на Муции, дочери Квинта Муция Сцеволы Авгура и троюродной сестре его друга Квинта Муция Сцеволы Понтифика. В этом браке родились две дочери: одна из них стала женой Публия Корнелия Сципиона Назики, вторая — женой Гая Мария Младшего. Своим завещанием Красс усыновил внука от старшей дочери, получившего имя Луций Лициний Красс Сципион. Ещё одним внуком Красса был Квинт Цецилий Метелл Пий Сципион Назика.

## Красс как оратор
При жизни и первые десятилетия после смерти Луций Лициний считался одним из двух лучших римских ораторов наряду с Марком Антонием. При этом Красса всегда ставили на первое место. От Антония он отличался широкой образованностью и глубокими познаниями в области права, которые он тщательно скрывал. При этом его язык был очень точным и изящным, изложение — ясным; по словам Цицерона, «когда он рассуждал о гражданском праве, о справедливости, о благе, доводы и примеры приходили к нему в изобилии». Обилием таких доводов и примеров Красс «совершенно подавил» своего друга Сцеволу в процессе по делу Мания Курия. В своих речах Красс блестяще соединял пафос всех видов с остроумием. Для него был характерен виртуозный ритмический стиль (азианизм), при котором прозаический текст делился на ритмизованные клаузулы.

Красс приходил отлично подготовленный; его ждали, его слушали, и с самого начала его неизменно продуманной речи становилось ясно, что он не обманул ожиданий. Не было ни лишних движений тела, ни внезапных изменений голоса, ни хождения взад и вперед, ни частого притоптывания ногой; речь страстная, а иногда — гневная и полная справедливого негодования; много юмора, но достойного; и, что особенно трудно, пышность сочеталась у него с краткостью. А в умении перебрасываться репликами с противником он не имел равных.
— Цицерон. Брут, 158
Цицерон выстроил характеристику Луция Лициния в значительной степени на сопоставлении с его коллегой и частым оппонентом в судах Сцеволой. С его точки зрения Красс — «лучший правовед среди ораторов», тогда как Сцевола — «лучший оратор среди правоведов»; Красс — «самый немногословный из изящных», а Сцевола — «самый изящный из немногословных».
Однажды (вероятно, в 93 году до н. э.) Сцевола и Красс представляли две противоборствующие стороны в процессе Мания Курия. Это была тяжба о наследстве, рассматривавшаяся в суде центумвиров. Квинт Муций произнёс очень серьёзную речь, в которой настаивал на букве закона. Цитируя старинные законодательные нормы, он старался убедить суд в том, что Маний Курий не может быть наследником, поскольку в завещании написано: «если воспитанник умрёт раньше, чем достигнет совершеннолетия», а воспитанник так и не родился. Красс избрал другую тактику. В начале своей речи он сравнил оппонента со «взбалмошным юношей, который, прогуливаясь по берегу, нашёл уключину и оттого возымел желание построить корабль; так вот и Сцевола из одной уключины соорудил… этот процесс». Такими сравнениями Луций Лициний заставил слушателей сменить настрой «от суровости к веселью». Затем он «совершенно подавил Сцеволу обилием доводов и примеров», которые перемежал шутливыми отступлениями (при этом шутки были мягкими, без колкостей). В частности, он сказал: «Сцевола, ведь если ни одно завещание не будет правильным, кроме тех, какие составишь ты сам, то все мы, граждане, будем сбегаться с табличками прямо к тебе, чтобы всем составлял завещания один ты. И что же тогда получится? …Когда же ты будешь заниматься государственными делами?» Наконец, Луций Лициний рассказал собравшимся о том, насколько дух закона важнее мёртвой буквы, и не только убедил их в своей правоте, но и заставил забыть речь Квинта Муция. В результате Маний Курий получил своё наследство.
Сохранился рассказ о ещё одном судебном процессе, в котором Красс участвовал в качестве защитника. Это было дело Гнея Планка, слушавшееся в 91 году до н. э. Обвинитель, Марк Юний Брут, чтобы скомпрометировать оппонента, приказал двум своим секретарям читать попеременно две речи Луция Лициния — против сената и в защиту сената. Красс нанёс ответный удар, вызвав трёх чтецов с сочинением отца Брута по гражданскому праву. В первых фразах каждой из трёх книг этого сочинения упоминались родовые поместья, которые обвинитель успел промотать. Снабдив эти цитаты своими комментариями, Луций Лициний выставил Брута перед судьями беспутным человеком, расточителем отцовского имущества. Ту же цель он преследовал, когда на слова оппонента «Здесь и потеть-то не с чего» (Марк Юний хотел сказать, что вина Планка очевидна, и обвинителю не придётся прикладывать усилия) ответил колкостью: «Конечно, не с чего: ведь ты только что расстался с баней» (незадолго до того Брут продал и баню тоже).
На этот раз Красс шутил более жёстко, поскольку ненавидел Брута. Кроме того, он использовал и трагический пафос. Во время судебного заседания прямо через Форум проходила похоронная процессия с телом старой матроны Юнии, родственницы обвинителя. Увидев ей, Луций Лициний неожиданно для всех собравшихся "с негодованием и стремительностью воскликнул: «Ты сидишь, Брут? Что же должна передать покойница от тебя твоему отцу? Всем тем, чьи изображения движутся перед тобой? Твоим предкам? Луцию Бруту, избавившему народ наш от царского гнёта? Что сказать им о твоей жизни? О твоих делах, о твоей славе, о твоей доблести?» В результате Марку Юнию пришлось пожалеть о том, что он задел Красса.
Цицерон называет Красса и Сцеволу лучшими знатоками ораторского искусства для своего времени; известно, что юный Квинт Гортензий впервые выступил в суде в их присутствии, и Красс и Сцевола сразу разглядели в нём большой талант. Учеником Луция Лициния был выдающийся оратор и политик Публий Сульпиций. А Цицерон называл речь Красса в защиту Цепиона своей «наставницей».
Герои трактата «Брут» сетуют на то, что Красс слишком редко издавал тексты своих выступлений. Причём в ряде случаев целые разделы в текстах только намечались, но не разрабатывались, так что читатель получал скорее план выступления с заметками для памяти. Иногда Луций Лициний издавал и полные тексты, которые получали читательское признание и, несмотря на быстрое развитие ораторского искусства в ту эпоху, занимали место в ряду общепризнанных шедевров.

## Оценки
Цицерон ставит Луция Лициния намного выше всех остальных мастеров красноречия той эпохи и рисует его портрет с явной любовью. Поэтому именно в уста Красса Цицерон вложил рассказ о том, каким должен быть идеальный оратор. По мнению Марка Туллия, Красс умер как раз тогда, когда после прохождения всего cursus honorum перед ним открывался путь «к высшему влиянию».
Луций Лициний считался одним из лучших римских ораторов до времён Тацита. При этом Луций Анней Сенека сообщает, что современные ему архаисты не признавали Красса, считая его «слишком изысканным и современным». После Тацита Луция Лициния уже не цитируют напрямую, хотя упоминания о нём встречаются до самого конца античности.
В историографии существует мнение, что лучшим римским оратором до Цицерона был всё-таки Гай Семпроний Гракх. Российские исследовательницы Т. Кузнецова и И. Стрельникова считают, что по сравнению с Гракхами Луций Лициний из «оратора-борца» превратился в «оратора-ремесленника, оратора-профессионала без стойких политических убеждений». Политические колебания Красса оцениваются в этом контексте как «одно из предвестий краха» Римской республики.
Говоря о политической карьере Красса, Э. Бэдиан называет его человеком «трезвым и проницательным», который в условиях острых конфликтов внутри римского нобилитета смог сохранить свободу действий, не связав свою судьбу ни с одной из враждующих сторон. Российский исследователь А. Егоров выдвинул гипотезу о существовании в конце II — начале I веков до н. э. политико-интеллектуального «кружка Крассов-Сцевол», к которому принадлежал и Луций Лициний. Этот «кружок», по мнению Егорова, сыграл важную роль в жизни Рима, ориентируясь на «почвеннические интересы» в культуре и являясь «умеренно-центристской группой» в политике.